# 60.ª División (Ejército Popular de la República)
La 60.ª División fue una de las divisiones del Ejército Popular de la República que se organizaron durante la guerra civil española sobre la base de las Brigadas Mixtas. Llegó a operar en los frentes del Ebro y Segre.

## Historial
En el frente norte la 2.ª División asturiana había empleado esta numeración brevemente, en 1937.
En abril de 1938 se creó en Cataluña una división que adoptó esta numeración. La unidad, compuesta por las brigadas mixtas 84.ª, 95.ª y 224.ª, quedó integrada en el XVIII Cuerpo de Ejército y desplegada en el frente del Segre. Sus mandos procedían de la Escuela Popular de Guerra, si bien carecían de prestigio militar. En mayo la unidad llegó a participar en la ofensiva de Balaguer, siendo sometida posteriormente a una reorganización.
A comienzos de agosto cruzó el Ebro para participar en la ofensiva republicana, quedando agregada como reserva del XV Cuerpo de Ejército. El 7 de agosto sus fuerzas relevaron a la 16.ª División, muy desgastada tras los combates de los primeros días. Posteriormente sustituirá a la 3.ª División, en el sector de La Pobla de Massaluca. A partir de ese momento la 60.ª División pasó a cubrir el sector que iba desde Villalba de los Arcos y La Fatarella. Durante las siguientes semanas hubo de hacer frente a numerosos asaltos franquistas contra sus líneas, sufriendo unas bajas que afectaron al 60% de sus efectivos. Gravemente desgastada, a finales de agosto la unidad fue relevada por otras fuerzas y cruzó el río; pasó a cubrir la zona del Bajo Ebro, en sustitución de la 3.ª Brigada Mixta.
Durante la campaña de Cataluña no tuvo un papel relevante, retirándose hacia la frontera francesa.

## Mandos
Comandantes
- mayor de milicias Manuel Ferrándiz Martín;[1]

Jefes de Estado Mayor
- comandante Ernesto Rafales Lamarca;[13][14]

Comisarios
- Francesco Scotti,[15] del PSUC;

## Orden de batalla
| Fecha             | Cuerpo de Ejército adscrito | Brigadas Mixtas integradas | Frente de batalla  |
| ----------------- | --------------------------- | -------------------------- | ------------------ |
| Agosto de 1937    | XVII Cuerpo de Ejército     | 194.ª, 192.ª y 193.ª       | Asturias-Santander |
|                   |                             |                            |                    |
| Abril de 1938     | XVIII Cuerpo de Ejército    | 95.ª, 84.ª y 224.ª         | Segre              |
| Agosto de 1938    | XV Cuerpo de Ejército       | 95.ª, 84.ª y 224.ª         | Ebro               |
| Diciembre de 1938 | XVIII Cuerpo de Ejército    | 95.ª, 84.ª y 224.ª         | Segre              |